# Open BLS de Limoges 2024 - Doppio
Il doppio femminile del torneo di tennis professionistico Open BLS de Limoges 2024, facente parte della categoria WTA 125 nell'ambito del WTA 125 2024, si gioca dal 9 al 15 dicembre 2024 a Limoges, in Francia.
In finale Elsa Jacquemot e Margaux Rouvroy hanno sconfitto in finale Ėrika Andreeva e Séléna Janicijevic con il punteggio di 6-4, 6-3.
Cristina Bucșa e Jana Sizikova erano le detentrici del titolo, ma Bucșa ha deciso di non partecipare a questa edizione del torneo. Sizikova ha fatto coppia con Ekaterina Aleksandrova, ma sono state sconfitte nei quarti di finale da Elsa Jacquemot e Margaux Rouvroy.

## Teste di serie
1. Ekaterina Aleksandrova /  Jana Sizikova (quarti di finale)

1. Emily Appleton /  Maia Lumsden (quarti di finale)

## Wildcard
1. Elsa Jacquemot /  Margaux Rouvroy (Campionesse)

## Tabellone

### Legenda
| - Q = Qualificato - WC = Wild card - LL = Lucky loser | - ALT = Alternate - SE = Special Exempt - PR = Protected Ranking | - w/o = Walkover - r = Ritirato - d = Squalificato |

|  | Quarti di finale | Quarti di finale             | Quarti di finale             | Quarti di finale | Quarti di finale |  |  | Semifinali | Semifinali               | Semifinali | Semifinali                        | Semifinali                        |   |   | Finale | Finale                         | Finale                         | Finale | Finale |  |
|  |                  |                              |                              |                  |                  |  |  |            |                          |            |                                   |                                   |   |   |        |                                |                                |        |        |  |
|  | 1                | E Aleksandrova J Sizikova    | E Aleksandrova J Sizikova    | 65               | 1                |  |  |            |                          |            |                                   |                                   |   |   |        |                                |                                |        |        |  |
|  | WC               | E Jacquemot M Rouvroy        | E Jacquemot M Rouvroy        | 7                | 6                |  |  | WC         | E Jacquemot M Rouvroy    | 62         | 6                                 | [10]                              |   |   |        |                                |                                |        |        |  |
|  |                  | S Murray Sharan E Silva      | S Murray Sharan E Silva      | 3                | 4                |  |  |            | Q Gleason K Zimmermann   | 7          | 3                                 | [8]                               |   |   |        |                                |                                |        |        |  |
|  |                  | Q Gleason K Zimmermann       | Q Gleason K Zimmermann       | 6                | 6                |  |  |            |                          |            |                                   |                                   |   |   | WC     | Elsa Jacquemot Margaux Rouvroy | Elsa Jacquemot Margaux Rouvroy | 6      | 6      |  |
|  |                  | Ė Andreeva S Janicijevic     | Ė Andreeva S Janicijevic     | 6                | 6                |  |  |            |                          |            | Ėrika Andreeva Séléna Janicijevic | Ėrika Andreeva Séléna Janicijevic | 4 | 3 |        |                                |                                |        |        |  |
|  |                  | Y Cavallé Reimers E Lechemia | Y Cavallé Reimers E Lechemia | 4                | 3                |  |  |            | Ė Andreeva S Janicijevic | 5          | 6                                 | [10]                              |   |   |        |                                |                                |        |        |  |
|  |                  | O Kalašnikova L Salden       | O Kalašnikova L Salden       | 7                | 7                |  |  |            | O Kalašnikova L Salden   | 7          | 3                                 | [8]                               |   |   |        |                                |                                |        |        |  |
|  | 2                | E Appleton M Lumsden         | E Appleton M Lumsden         | 6                | 5                |  |  |            |                          |            |                                   |                                   |   |   |        |                                |                                |        |        |  |